# Jana Bojović
Jana Bojović (serbisch-kyrillisch Јана Бојовић; * 23. April 1999) ist eine serbische Tennisspielerin.

## Karriere
Bojović spielt bislang vorrangig auf der ITF Women’s World Tennis Tour, wo sie bisher einen Titel im Einzel gewinnen konnte.
Sie gewann Anfang Mai 2023 ihren ersten ITF-W15-Einzeltitel in Varberg, qualifizierte sich zwei Wochen später für das Hauptfeld im Dameneinzel der mit 40.000 US-Dollar dotierten Krka Open Otočec, wo sie in der ersten Runde Eszter Méri mit 6:2 und 7:5 schlagen konnte, dann aber in der zweiten Runde mit 0:6 und 0:6 gegen İpek Öz verlor. Auch für die ebenfalls mit 40.000 US-Dollar dotierten Favorit Open im September konnte sie sich für das Hauptfeld qualifizieren, gewann in der ersten Runde gegen die Qualifikantin Radka Zelníčková mit 7:63, 4:6 und 6:3, verlor aber dann in der zweiten Runde mit 3:6 und 3:6 gegen die an Position vier gesetzte Çağla Büyükakçay. Im Oktober stand sie im Einzel-Finale des W15 in Sibenik, wo sie Dimitra Pavlou mit 5:7 und 4:6 unterlag. Im Dezember stand sie in zwei weiteren ITF W15 Einzelfinals in Antalya, die sie beide gegen Amarissa Tóth verlor.
Zu Beginn des Jahres 2024 konnte sie im Januar beim Antalya Series in der ersten Runde Karola Patricia Bejenaru mit 6:3 und 6:4 besiegen, scheiterte dann aber in der zweiten Runde mit 4:6 und 4:6 an Polona Hercog. Im Mai qualifizierte sie sich zwar be den mit 40.000 US-Dollar dotierten BTC City Open Otočec für das Hauptfeld, verlor aber ihre Erstrundenpartie gegen Tina Nadine Smith mit 2:6 und 4:6. Im Juni qualifizierte sie sich für das W35 Klosters, wo sie in der ersten Runde Punnin Kovapitukted mit 6:0 und 6:3 besiegte, dann aber in der zweiten Runde gegen die an Position zwei gesetzte Tina Nadine Smith mit 4:6 und 3:6 verlor. Im August verlor sie bei den Zagreb Open bereits in der ersten Runde mit 6:75 und 4:6 geen Eszter Méri.

## Turniersiege

### Einzel
| Nr. | Datum       | Turnier | Kategorie | Belag | Finalgegnerin    | Ergebnis       |
| --- | ----------- | ------- | --------- | ----- | ---------------- | -------------- |
| 1.  | 7. Mai 2023 | Varberg | ITF W15   | Sand  | Darija Lopatezka | 1:6, 7:63, 6:3 |